# Maison du Prévôt (Saint-Michel)
Pour les articles homonymes, voir Maison du Prévôt.
La Maison du Prévôt est une habitation située à Saint-Michel, en France.

## Localisation
Cette habitation est située sur la commune de Saint-Michel, dans le département de l'Aisne.

## Historique
Le monument est inscrit au titre des monuments historiques en 2001.